# Unter dem Burz
Unter dem Burz ist ein mit Verordnung des Regierungspräsidiums Stuttgart vom 20. November 1992 ausgewiesenes Naturschutzgebiet (NSG-Nummer 1.190) auf dem Gebiet der Gemeinde Neidlingen im Landkreis Esslingen in Baden-Württemberg.
Das 26,9 Hektar (ha) große Naturschutzgebiet liegt zwischen 480 m ü. NN und 760 m ü. NN direkt an das Ortsgebiet angrenzend westlich der Gemeinde Neidlingen und gehört zum Naturraum der Mittleren Kuppenalb.
Es handelt sich um ein durch verschiedene Nutzungen geprägtes Gebiet. Ödland und Brachflächen, Bachläufe, feuchte Senken und Stillgewässer, Hohlwege und Streuobstwiesen wechseln sich ab. Die Wacholderheide umschließt auf drei Seiten einen Wiesenbereich, der zum Teil mit Obstbäumen bestanden ist. Die Heide ist durch zahlreiche Hecken und Gebüschgruppen gegliedert, randliche Hecken entlang der Wege schützen das Gebiet vor äußeren Beeinträchtigungen.
Schutzzweck ist die Erhaltung von Lebensgemeinschaften und Lebensstätten bestimmter Tier- und Pflanzenarten und wegen der Vielfalt, Eigenart und Schönheit der naturhaften Ausstattung. Landschaftsbestimmend ist die Wacholderheide mit Kalkmagerrasen, Gehölzgruppen und wärmeliebenden Säumen. Als ökologisch wertvolle Ergänzung schließen sich Streuobstwiesen und Salbei-Glatthafer-Wiesen an. Außerdem bestehen naturnahe Laubwälder, insbesondere trockener Weißjurahangbuchenwald und frischer Weißjura-Hangbuchenwald mit Übergängen zum Schluchtwald. Esche und Bergahorn, bereichert durch Bergulme, Vogelkirsche und Schwarzen Holunder, bilden ein sehr naturnahes Waldbild.
Durch den unterschiedlichen Wasserhaushalt bedingt findet man im Bereich des Magerrasens an trockenen bis wechseltrockenen Standorten Edel-Gamander (Teucrium chamaedrys), Berg-Gamander (Teucrium montanum), Aufrechten Ziest (Stachys recta) und Sichelklee (Medicago falcata). Die Mergelböden sind außerdem der typische Standort der Blaugrüne Segge (Carex flacca), des Weidealant (Inula salicina) und der Mücken-Händelwurz (Gymnadenia conopsea) sowie einiger anderer Orchideenarten. Zu den eingewanderten Arten der Saumgesellschaften gehören die Schwalbenwurz (Vincetoxicum hirundinaria), die Ästige Graslilie (Anthericum ramosum), der Wilde Dost (Origanum vulgare) und auch das Raue Veilchen (Viola hirta).
An den quelligen Stellen des Oberen Braunjura kommen als Besonderheit das Pfeifengras (Molinia coerulea), die Saum-Segge (Carex hostiana) und der Teufelsabbiss (Succisa pratensis) vor. Das Große Flohkraut (Pulicaria dysenterica), die Rossminze (Mentha longifolia) und die Blaugrüne Binse (Juncus inflexus) sind Charakterarten der Binsenflur auf nassen bis wechselfeuchten Standorten. Mädesüß (Filipenudla ulmaria), Sumpf-Storchschnabel (Geranium palustre), Baldrian (Valeriana procurrens) und Kohlkratzdistel (Cirsium oleraceum) finden sich auf sehr feuchtem und nährstoffreichen Standorten. Bemerkenswert ist auch das Vorkommen der Traubenhyazinthe (Muscari).